# 2005 CF81
2005 CF81, também escrito como 2005 CF81, é um objeto transnetuniano que está localizado no Cinturão de Kuiper, uma região do Sistema Solar. Este corpo celeste está em uma ressonância orbital de 3:4 com o planeta Netuno. Ele possui uma magnitude absoluta de 8,3 e tem um diâmetro estimado com 96 km.

## Descoberta
2005 CF81 foi descoberto no dia 10 de fevereiro de 2005 pelo Canada-France Ecliptic Plane Survey.

## Órbita
A órbita de 2005 CF81 tem uma excentricidade de 0,068 e possui um semieixo maior de 36,714 UA. O seu periélio leva o mesmo a uma distância de 34,229 UA em relação ao Sol e seu afélio a 39,199 UA.